# Object 906
L'Object 906 parfois appelé PT-85 ou PT-90 est un projet de char léger amphibie soviétique conçu au début des années 1960 à l'Usine de tracteurs de Stalingrad puis Volgograd pour but de remplacer le PT-76.

## Développement

### Cahier des charges
Le 30 mai 1960 par décret du conseil des ministres no 578-236, le bureau d'étude de l'usine de tracteur de Volgograd (ru) (autrefois Stalingrad)  dirigée par I.V. Gavalov et Yu.V. Shadrin est demandé de développer un char amphibie ayant les caractéristiques suivantes :
- Le char ne doit pas excéder 15 tonnes
- Le char doit être armé d'un canon de 85mm rayé stabilisé via le système « Cyclone »
- Le char doit pouvoir atteindre 75 km/h sur route
- Le char doit posséder une protection renforcée sur le frontal de coque et sur la tourelle comparée au PT-76
- Le char doit avoir une autonomie maximale de 500 km
- Le char doit posséder le système de protection PAZ
- Le char doit posséder un système de vision nocturne
- Le char doit pouvoir être aéroporté[1]

### Conception
Plusieurs bureaux d'étude sont liés au projet :
- UZTM (Sverdlovsk) : Développement et construction du canon
- Usine no 46 (Kovrov) : Apport du stabilisateur
- Usine no 77 (Barnaoul) : Construction du moteur
- VNII-100 (Leningrad), FVNII- 100 (Moscou) : Tâches diverses et coordination globale

À la suite d'une décision du NTS GKSMOT (Conseil scientifique et technique du Comité d'État du Conseil des ministres de l'URSS pour l'équipement de défense) le bureau d'étude travailla initialement sur l'installation d'un canon à âme lisse de 90mm D-62 au lieu du canon rayé de 85mm D-58, il était même prévu de placer un lanceur de missiles « Ovod » avec guidage semi-automatique.

### Construction

#### Version avec 8D-6M
En octobre 1960 le premier prototype originellement nommé « Object M906 » fut présenté au NTS GKSMOT. Le véhicule présentait un moteur diesel 8D-6M d'une puissance de 221 kW (300 ch) conçu par l'OKB STZ (Stalingrad) et VNII-100 (Leningrad). Un train de roulements à six rouleaux était aussi présent.

#### Version avec UTD-20
Après les essais, une seconde version est produite. D'une masse de 14,2 tonnes en ordre de combat il est alors équipé d'un moteur UTD-20 (ru) de même puissance que le précédent et équipé d'un nouveau groupe de motorisation électrique conçut par l'OKB STZ.
Une nouvelle série d'essais furent effectués en novembre 1960 et le 28 novembre 1960, le NTS GKSMOT adopta définitivement le canon D-58 de 85mm contrairement au D-62 qui fut rejeté principalement pour des problèmes de conception des obus et de logistique.

#### Version avec 5TDL
Le NTS GKSMOT décida aussi la conception d'une troisième option de module moteur avec un moteur diesel 5TDL d'une puissance de 221-294 kW (300-400 ch) accompagné cette fois-ci d'une transmission mécanique. La suspension fut aussi modifiée avec un nouveau système à barre de torsion individuelle avec amortisseurs à piston hydraulique et ressorts équilibreurs limiteurs de débattement, roues de route à pente unique avec disques en alliage d'aluminium et chenilles avec RMSh.

#### Protection anti-radiations
D'autres organes comme le GKSMOT et le GABTU ajoutent d'autres contraintes au cahier des charges avec la demande de doubler la résistance anti-radiations comparée avec le PT-76B, cet ajout se caractérise avec l'ajout du système PAZ comprenant :
- Un mécanisme qui rend étanche le véhicule et déclenche un mécanisme de filtration de l'air
- Un mécanisme créant une légère surpression dans le véhicule afin de parer les radiations

Pour compléter le système PAZ deux options supplémentaires furent étudiées.
Premièrement par un système de réservoirs qui sont remplis d'eau et qui se vident pendant la baignade et peuvent être utilisés comme simples réservoirs de carburant.
Secondement un autre système avec une augmentation de l'épaisseur du front du char de 30mm et l'installation de deux réservoirs supplémentaires sous la tourelle et le poste du conducteur mais malheureusement ces modifications alourdissent beaucoup le char dépassant donc les 15 tonnes. Est donc décidé de réduire le poids en s'attaquant au matériau utilisé avec un nouvel alliage en aluminium D-20.

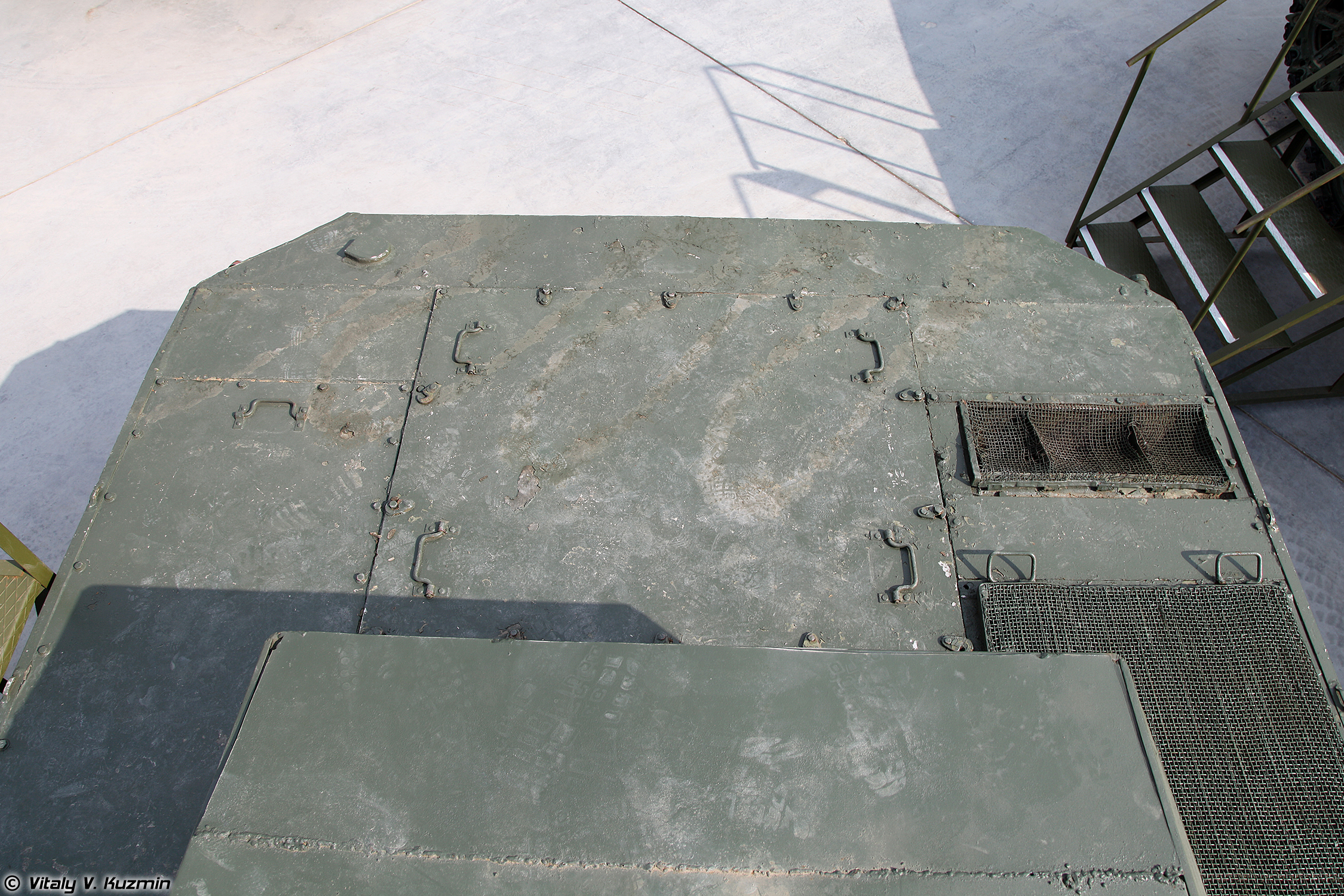
Disposition avec moteur 8D-6M

#### Suite et fin
Durant l'année 1961, l'usine de tracteur de Stalingrad (ru) est renommée en usine de tracteurs de Volgograd conformément au changement de nom de la ville où était l'usine.
Début avril 1961, les projets sont annulés avec le moteur 8D-6M et le 5TDL ce qui laisse le moteur UTD-20 (ru) seul, encore en projet. Un char nommé « Object 906PL » est conçu pour tester le facteur amphibie du futur « Object 906 ». De même masse et dimension que le futur Object 906, il présente aussi le même centre de gravité.
Des tests ultérieurs montreront une grande stabilité pendant la baignade, et même supérieur au PT-76.
Le 14 août 1961, le NTS GKSMOT se voit présenter un Object 906 fraichement nommé avec un canon de 85 mm D-58 stabilisé par un stabilisateur Zvezda à deux axes et un mécanisme de chargement automatique à 15 coups avec une capacité maximale de 40 coups. Une mitrailleuse SGMT de 7,62 mm est installée en coaxiale au canon, le char fut aussi équipé avec une transmission mécanique.
En parallèle un nouveau système de vision nocturne TVN-2B similaire à celui du T-55 a été installé.
Entre les années 1961-1963, six prototypes furent construits et un seul sauvegardé qui est actuellement au musée des Blindés de Koubinka.
En 1963, la recherche et développement de l'Object 906 est stoppée pour laisser les bureaux d'études travailler sur les futurs véhicules de combat d'infanterie (IFV) soviétiques et notamment le projet de l'Object 911 qui est celui de l'Usine de tracteurs de Volgograd (ru),
Tous ces projets vont aboutir ultérieurement sur le BMP-1 avec l'Object 765 de Tcheliabinsk et le BMD-1 avec l'Object 915 venant de VgTZ (ru).

## Armement

### Principal
La première et réelle disposition de l'armement principal était le canon rayé de 85 mm D-58 pesant 1 150 kg.
La vitesse initiale de l'obus était de 1 012 m/s et pouvait pénétrer 185 mm de blindage à 0° à 1000 m et 145 mm à 0° à 2000 m avec l'obus perforant BR-372.
La portée de tir pratique était de 1 170 m et la portée de tir maximum était de 13 500 m.
La seconde option de canon seulement étudiée était le canon lisse de 90 mm D-62.
La dispersion de l'obus était de ± 3° à 800 m.
L'inclinaison du canon est de -5 à 20°.

### Secondaire
Une mitrailleuse SGMT de 7,62 X 54 mm R (2 000 cartouches) est présente dans le char.
Une option possible d'un lanceur de missiles « Ovod » fut étudié mais ne fut pas retenue.

### Rechargement
L'Object 906 disposait d'un système de rechargement automatique atteignant une cadence de tir de 9 obus/min à 14 obus/min ce qui correspond à un obus toutes les 5 secondes. Le rechargement se faisait obligatoirement avec une inclinaison d'environ 15°.

### Disposition des obus
La capacité du véhicule était de 40 coups avec une disposition standard de 8 obus perforants (BR-372) et 32 obus explosifs (OF-372).
Parmi les 40 obus du char, 15 sont présents dans le râtelier à munitions du système de rechargement automatique et 10 à la verticale. Les 15 obus restant sont disposés soit dans des casiers à droite et gauche comportant 6 obus chacun ou dans un râtelier de 3 obus près de la cloison moteur.

## Mobilité
L'Object 906 est équipé d'un moteur UTD-20 de 221 kW (300 ch), une transmission mécanique à deux lignes et cinq rapports, six amortisseurs hydrauliques télescopiques, dispositif de la tension pour le mouvement de la chenille et des chenilles RMSh. Le moteur est démarré soit à l'aide d'un système à air comprimé, soit d'un démarreur électrique d'un puissance de 15ch (11 kW).
Avec cette disposition, l'Object 906 pouvait atteindre une vitesse sur route maximum de 75 km/h et est aérotransportable via An-12.
En condition de baignade, l'Object 906 pouvait atteindre une vitesse de 10 km/h à l'aide du compresseur AK-150S et de deux jets d'eau en assurant la stabilité du char pendant le tir avec 31 % du véhicule qui est dans l'eau.

## Blindage

### Coque
Le blindage de front pouvait théoriquement résister à balle perforante B-32 de calibre 14,5mm à 100 m et également à une balle B-32 de 7,62mm à plus de 350 m pour le flanc du char,.
Pour la partie avant du blindage, l'Object 906 est composé de trois plaques avec 20 mm à 12° comparée à l'horizontale pour la partie supérieure et 30 mm à 35° pour la partie inférieure.
La partie latérale comporte une plaque de 30 mm d'épaisseur à la verticale.
La partie arrière possède une plaque supérieure de 20 mm à la verticale et une plaque inférieure de 12 mm à 50° comparée à l'horizontale.

### Tourelle
La tourelle de face possède un moulage avec l'acier 2P de 15 mm.
La tourelle peut résister aux balles de 7,62 mm sous tous les angles possibles.

## Communications
L'Object 906 présente un équipement radio R-113 (ru) et un système d'interphone TPU R-120. Il était prévu de remplacer la radio R-113 (ru) par une radio R-123 (ru) et l'interphone TPU R-120 par un TPU R-124. Le char disposait aussi de deux phares FG-102 et FG-100 avec filtre IR pour éviter les perturbations.

## Optiques

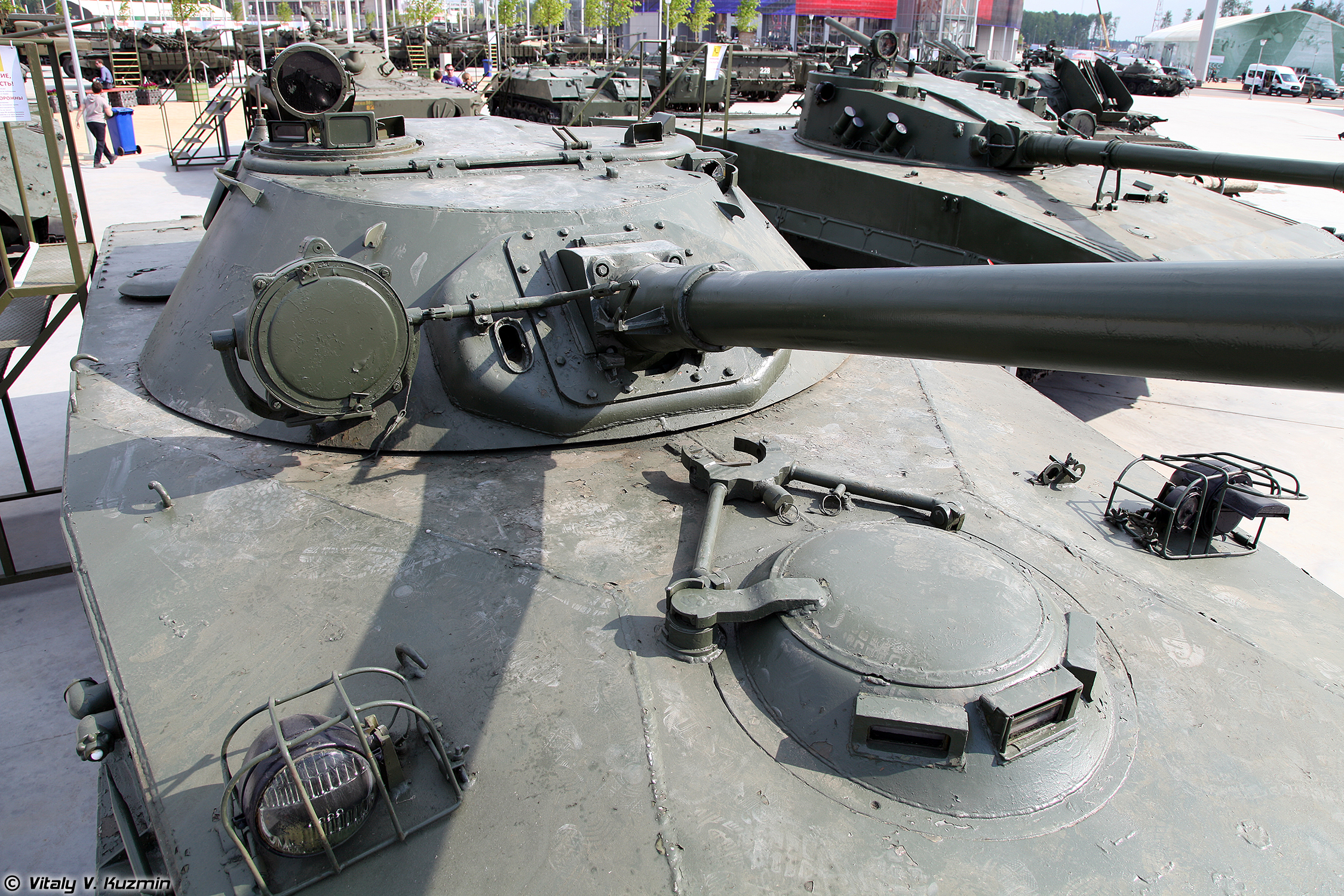
Visuel des optiques, illuminateurs et phares de l'Object 906

Le tireur avait à sa disposition deux épiscopes TIP-165, un viseur télescopique TSh2B-8A pour les tirs de jour et un viseur TPN-1 avec un illuminateur L-2A pour la nuit. Ces viseurs servaient à la fois pour le canon comme pour la mitrailleuse coaxiale.
Pour sa part, le commandant disposait du TNK-2 combiné (jour/nuit) avec un illuminateur OU-ZK et deux épiscopes TNP-165. Les TNP-165 sont situés dans une coupole rotative avec un système de désignation de cible sur le côté droit.

## Équipement

### Systèmes
L'Object 906 possède le système PAZ qui confine le véhicule en cas de risque NRBC détecté par l'appareil RBZ-1M ou DP-3.
Le système PPO « Rosa » est aussi présent. Ce système de surpression est activé en cas de risque NRBC détecté. La surpression est alors de 0,49 kPa par rapport la pression atmosphérique.
Le système de fumée TDA est disponible sur le char.
Sept capteurs de température sont présents dans le char dont trois dans le compartiment de combat et quatre dans le bloc moteur.

### Équipage
L'équipage disposait en cas d'urgence d'un kit pour pouvoir opérer dans une situation présentant des risques NRBC, ce kit comporte un masque à gaz filtrant à bras combinés, un tuyau, un demi-masque et un dispositif de commutation.

## Variantes
- Object 906B : en octobre 1962, de l'initiative du bureau d'étude de Stalingrad, l'Object 906B est conçu sur base de l'Object 906 en intégrant le lanceur de 12 5mm avec roquettes « Bur » et missiles « Rubin ». Un détail particulier est accordé à la protection de l'équipage qui n'est composé que de deux personnes et présents hors de la tourelle dans un bloc de blindage séparé. Équipé du moteur 8D6, d'une boîte de vitesses réversibles et d'une suspension hydropneumatique, il fut fabriqué en un exemplaire mais ne fut jamais retenu.
- Object 909 : version de commandement et d'état-major de l'Object 906 équipé d'un radio améliorée VHF « Bant ».

## Développements parallèles
En parallèle du développement de l'Object 906 sont développés d'autres chars similaires provenant de l'usine de Stalingrad.
- Object 907[Notes 1] : durant le premier semestre 1958, le bureau d'étude dirigé par S.A. Fedorov et Yu.M. Sorokin étudie une amélioration du PT-76 notamment sur la mobilité et le blindage. Il reçut donc des plaques de blindage supplémentaires, il est aussi équipé d'un nouveau moteur V-6M d'une puissance de 280 ch. Ces modifications amenèrent le char à la même mobilité malgré la prise de masse de 1,87 t. Il fut aussi équipé d'un réservoir plus grand d'une capacité de 500 l portant l'autonomie à 400 km[1].
- Object 911 : en janvier 1963, l'usine commence à concevoir un véhicule de combat d'infanterie, devenu par la suite une base unifiée pour d'autres véhicules futurs[1].
- Object 911B : en 1964, à la suite du projet de l'Object 906B et de l'Object 911 un char aéroporté amphibie léger fut conçu et construit. Très similaire à l'Object 911, il comportait deux membres d'équipage. Ce char fut conçu dans l'optique de protéger au maximum les membres d'équipage[1].
- Object 915 : prémisse du futur BMD-1, l'Object 915 hérite des travaux de l'Object 911B en l'allégeant via le blindage, la longueur et la masse. Toutes ces modifications amènent le char à 6 t permettant le parachutage ; il est composé de deux membres d'équipage[1].